# Maritere Alessandri
María Teresa Alessandri González, conocida como Maritere Alessandri (n. Ciudad de México, 15 de octubre de 1972), es una conductora y modelo mexicana quien sustituyó a Ingrid Coronado en el programa Venga la alegría. A lo largo de su carrera, Maritere también ha conducido varios noticieros y programas como Al Extremo, programa producido por TV Azteca. Maritere se ha caracterizado por su simpatía y sencillez.
En 2013 fue participante de La Isla: el Reality, donde le fue difícil hacer el casting en dicho programa, ya que, anteriormente sufrió cáncer de piel. Dentro del reality, formó parte del Equipo de las Celebridades, Cecilia Ponce, Alberto Guerra, Alan, Michelle Vieth y "Bad Boy" fueron sus compañeros de dicho equipo, desafortunadamente no logró avanzar más de la primera etapa, ya que fue eliminada en la cuarta semana obteniendo el 15°, se mostró como una mujer fuerte, sería y determinada dentro del reality, muchos televidentes afirmaban que llegaría muy lejos en la competencia, en el cuarto juicio ella pidió que la eliminarán por tener gripe y tos y no quería perjudicar a sus compañeros.
En 2017, tras varios años de ausencia en la televisión, regreso como conductora invitada en los programas matutinos Venga la alegría y Sale el Sol, de Tv Azteca e Imagen Televisión, respectivamente.

## Trayectoria
- Al extremo (2008-2014)
- Venga la alegría (2008-2009, 2010-2012)
- La Isla, el reality (2013, 15° Lugar)
- Venga la alegría (Conductora invitada, 2017)
- Sale el Sol (Conductora invitada, 2017)